# Грозилово (Вологодская область)
Грозилово — деревня в Вологодском районе Вологодской области.
Входит в состав Новленского сельского поселения (с 1 января 2006 года по 8 апреля 2009 года входила в Нефедовское сельское поселение), с точки зрения административно-территориального деления — в Нефедовский сельсовет.
Расстояние до районного центра Вологды по автодороге — 88 км, до центра муниципального образования Новленского по прямой — 19 км. Ближайшие населённые пункты — Щетинино, Минино, Селища, Дуплино, Степаново, Рословское, Отеклеево.
По переписи 2002 года население — 10 человек.